# Tádzsikisztán a 2011-es úszó-világbajnokságon
Tádzsikisztán a 2011-es úszó-világbajnokságon három úszóval vett részt.

## Úszás
Férfi
| Versenyző         | Esemény                        | Selejtező | Selejtező | Elődöntő          | Elődöntő          | Döntő             | Döntő             |
| Versenyző         | Esemény                        | Idő       | Helyezés  | Idő               | Helyezés          | Idő               | Helyezés          |
| ----------------- | ------------------------------ | --------- | --------- | ----------------- | ----------------- | ----------------- | ----------------- |
| Alisher Chingizov | Férfi 50 méteres gyorsúszás    | 29.05     | 102       | Nem jutott tovább | Nem jutott tovább | Nem jutott tovább | Nem jutott tovább |
| Alisher Chingizov | Férfi 50 méteres pillangóúszás | DNS       | DNS       | Nem jutott tovább | Nem jutott tovább | Nem jutott tovább | Nem jutott tovább |
| Ruslan Oliftaev   | Férfi 50 méteres mellúszás     | 37.56     | 45        | Nem jutott tovább | Nem jutott tovább | Nem jutott tovább | Nem jutott tovább |
| Ruslan Oliftaev   | Férfi 100 méteres mellúszás    | 1:25.82   | 80        | Nem jutott tovább | Nem jutott tovább | Nem jutott tovább | Nem jutott tovább |

Női
| Versenyző          | Esemény                    | Selejtező | Selejtező | Elődöntő          | Elődöntő          | Döntő             | Döntő             |
| Versenyző          | Esemény                    | Idő       | Helyezés  | Idő               | Helyezés          | Idő               | Helyezés          |
| ------------------ | -------------------------- | --------- | --------- | ----------------- | ----------------- | ----------------- | ----------------- |
| Katerina Izmailova | Női 50 méteres gyorsúszás  | 31.38     | 67        | Nem jutott tovább | Nem jutott tovább | Nem jutott tovább | Nem jutott tovább |
| Katerina Izmailova | Női 100 méteres gyorsúszás | 1:11.56   | 74        | Nem jutott tovább | Nem jutott tovább | Nem jutott tovább | Nem jutott tovább |